# GLUT5
GLUT5 är ett transmembrant protein som uttrycks på stavbrämsmembranet på enterocyter i tunntarmen. GLUT5 gör det möjligt att transportera fruktos från tarmlumen till enterocyten genom underlättad diffusion på grund av fruktosens höga koncentration i tarmlumen. GLUT5 uttrycks också i skelettmuskulaturen, testiklar, njure, fettvävnad (adipocyter) och hjärnan. 
Fruktosmalabsorption eller kostfruktosintolerans är en koststörning i tunntarmen, där mängden fruktosbärare i enterocyter är bristfällig.
Hos människor kodas GLUT5-proteinet av SLC2A5-genen.

## Reglering
Upptagningshastigheten för fruktos av GLUT5 påverkas signifikant av diabetes mellitus, hypertoni, fetma, fruktosmalabsorption och inflammation. Åldersrelaterade förändringar i fruktosintagsförmågan förklaras emellertid inte av uttryckshastigheten för GLUT5. Absorptionen av fruktos i samtidig närvaro av glukos förbättras, medan sorbitol är hämmande. Fruktosabsorption av GLUT5 kan undersökas med hjälp av tarmorganoider.